# 観光地
観光地（かんこうち）は、観光（保養および遊覧を目的とした旅行）を行う人（観光客）が訪れる地域。観光の対象（文化財、景観など）が存在し、交通機関や宿泊施設が適宜整備された地域のことを指す。

## 概要
観光地の多くは観光協会を整備し、観光客の誘致、各種の案内、区域内のゴミ収集などの事業を行っている。
観光地の多くは、観光客から得る収入が地域経済の基盤となっている。したがって、国立公園内の自然保護区域など人の入れない地域では、観光客の受け入れ体制が整っていない場合は収益をもたらすことが難しい。公開を目的とした整備が進み、観光客の受け入れ態勢が整えば、そこは観光地となっていく。